# Natarosa
Natarosa is een geslacht van vlinders van de familie slakrupsvlinders (Limacodidae).

## Soorten
- N. ochrirubra Holloway, 1976
- N. subrosea (Wileman, 1915)